# Gantrisch
Der Gantrisch ist ein 2176 m ü. M. hoher Berg im Berner Oberland in der Schweiz. Er ist namensgebend für den Regionalen Naturpark Gantrisch, der 2011 den Betrieb aufgenommen hat.

## Geografie
Direkt östlich neben dem Gantrisch befindet sich der Gipfel der Nünenenflue (2102 m ü. M.); die Lücke dazwischen heisst Leiterepass. Etwas westlich davon befinden sich die Bürgle (2165 m ü. M.) und der Ochsen, welcher mit 2188 m ü. M. etwas höher ist. Der Gantrisch ist aber der bekannteste Gipfel in dieser Region und gibt dieser ihren Namen.

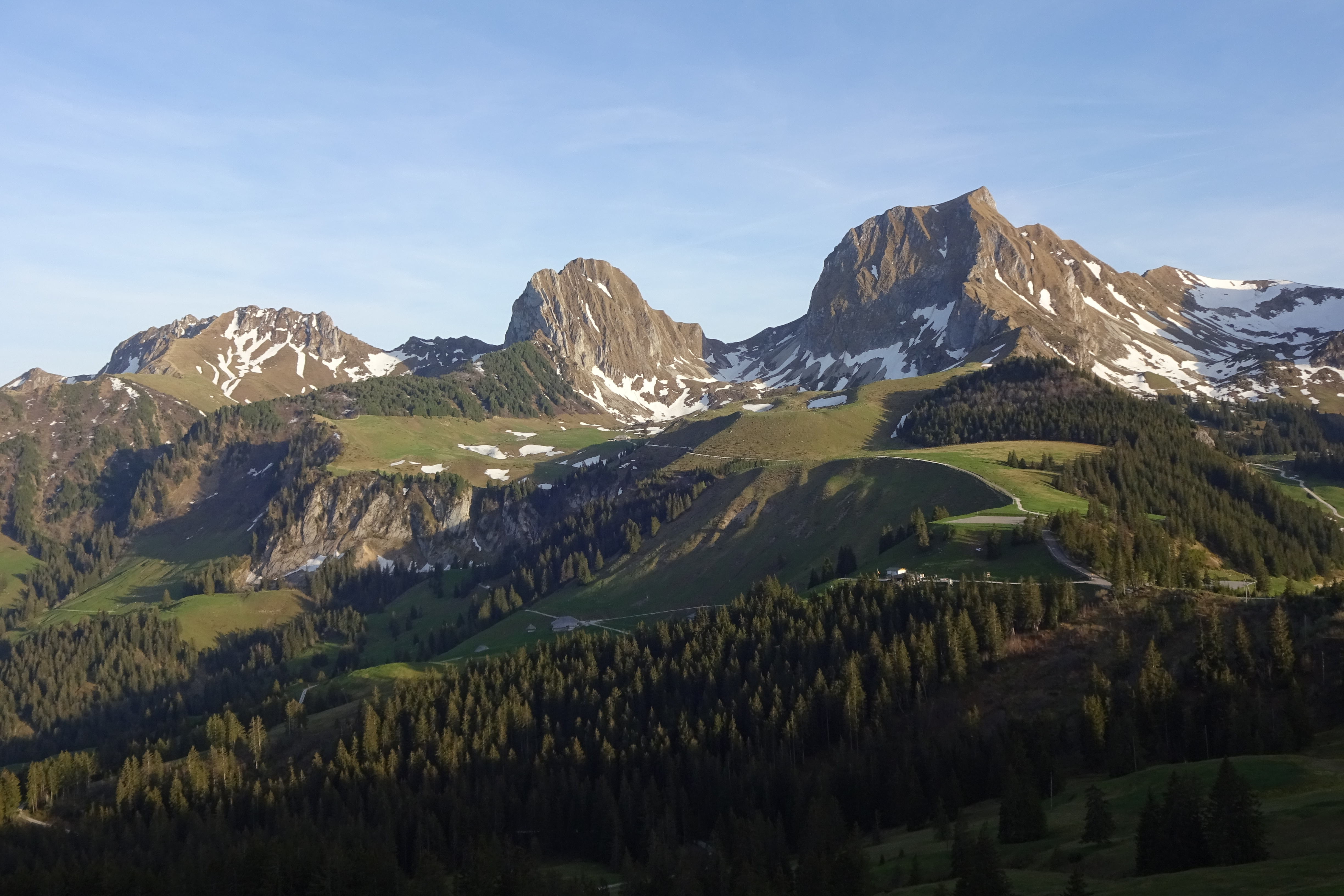
Gantrischkette von Norden: Krummfadenfluh (links), Nünenenfluh (Mitte) & Gantrisch (rechts)

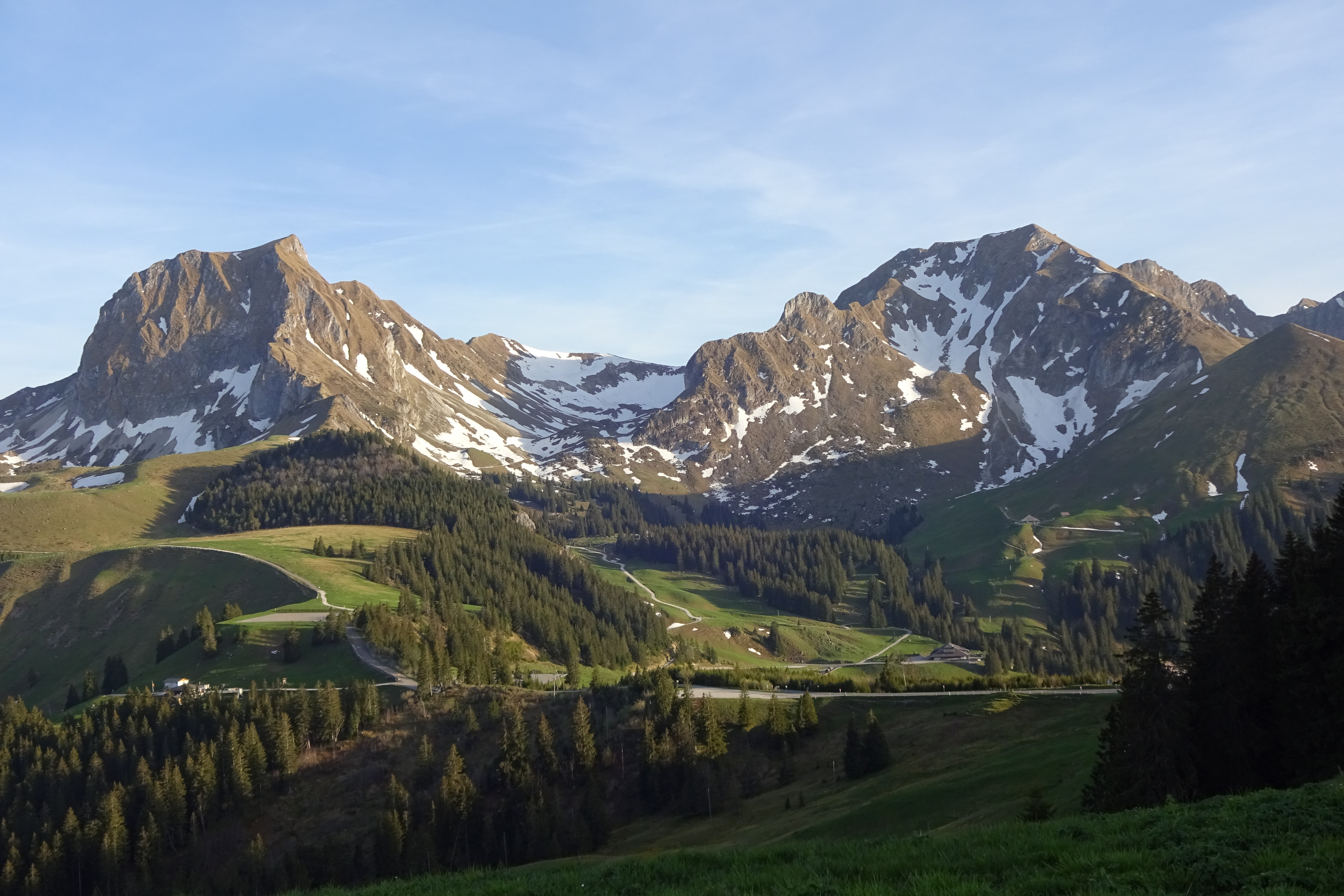
Gantrischkette von Norden: Gantrisch (links), Kummlispitz (Mitte), Bürglen (rechts), & Gemsfluh (ganz rechts)

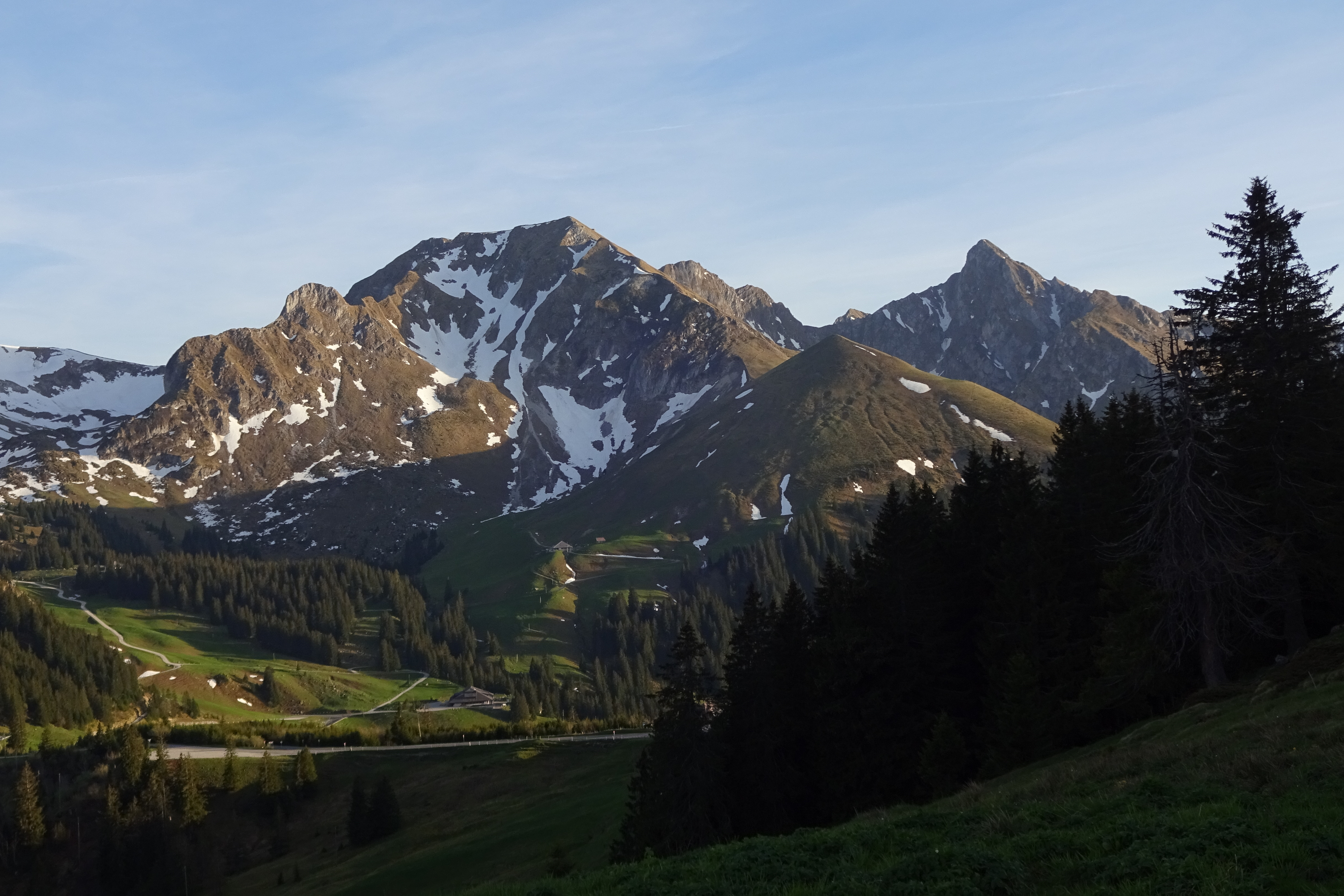
Gantrischkette von Norden: Kummlispitz (links), Bürglen (Mitte links), Gemsfluh (Mitte rechts) & Ochsen (rechts)

An das Gantrischgebiet schliesst im Osten die Stockhornkette an und im Norden das Gurnigelgebiet. Im Süden befindet sich das Simmental; im Westen das obere Sensegebiet.

## Erreichbarkeit
Das Gantrischgebiet ist ein beliebtes Wander- und Skitourengebiet. Über den Südwestgrat führt ein Wanderweg auf den Gipfel; die steile Ostflanke kann seit 2007 über einen Klettersteig begangen werden.
Nordöstlich des Gantrisch entspringt die Gürbe.